# イソノエ (衛星)
イソノエ（英語：Isonoe、確定番号：Jupiter XXVI）は木星の第26衛星である。
2000年11月23日に、スコット・S・シェパードが率いるハワイ大学の観測チームによって発見され、S/2000 J 6 という仮符号が与えられた。観測にはハワイ大学の望遠鏡が用いられ、翌2001年1月5日の小惑星センターのサーキュラーで発見が公表された。その後2002年10月22日に、ギリシア神話のゼウスの恋人イソノエーに因んで命名され、Jupiter XXVI という確定番号が与えられた。
イソノエの見かけの等級は22.5であり、アルベドを0.04と仮定した場合、イソノエの直径はおよそ 3.8 km と推定される。また、密度を 2.6 g/cm3 と仮定した場合、質量はおよそ 7.5 ×1013 kg と推定される。イソノエは、木星から2300万km前後の距離を逆行軌道で公転し、軌道傾斜角が 165° 前後の不規則衛星のグループであるカルメ群に属している。